# Hrabstwo Divide

Piramida wieku hrabstwa

Hrabstwo Divide (ang. Divide County) – hrabstwo w północno-zachodniej części stanu Dakota Północna w Stanach Zjednoczonych. Hrabstwo zajmuje powierzchnię 3 351,91 km². Według szacunków United States Census Bureau w roku 2006 miało 2 092 mieszkańców. Siedzibą hrabstwa jest Crosby.

## Miejscowości
- Ambrose
- Crosby
- Fortuna
- Noonan